# 데드 스페이스 3
《데드 스페이스 3》(영어: Dead Space 3)는 비서럴 게임즈가 개발하고 일렉트로닉 아츠가 배급하는 SF 서바이벌 호러 3인칭 슈팅 게임이다.E3 2012에서 처음으로 발표되었고, 2013년 2월 마이크로소프트 윈도우, 플레이스테이션 3, 엑스박스 360에 출시되었다.《데드 스페이스 3》는 《데드 스페이스 2》의 속편이자 《데드 스페이스》메인 시리즈의 세번째 게임이다.

## 평가
《데드 스페이스 3》는 몇몇의 비평가들에게 액션 게임플레이에 있어서 긍정적인 평을 들었다. 그럼에도 불구하고 비평의 대부분은 초점은 호러를 넘어서는 액션성에 맞춰졌고, 전작보다 뚜렷하지 않은 스토리도 비평을 받았다. 결국 《데드 스페이스 3》는 일렉트로닉 아츠에게 상업적인 실패를 가져다 주었다.